# Hansastraße 97 (Mönchengladbach)

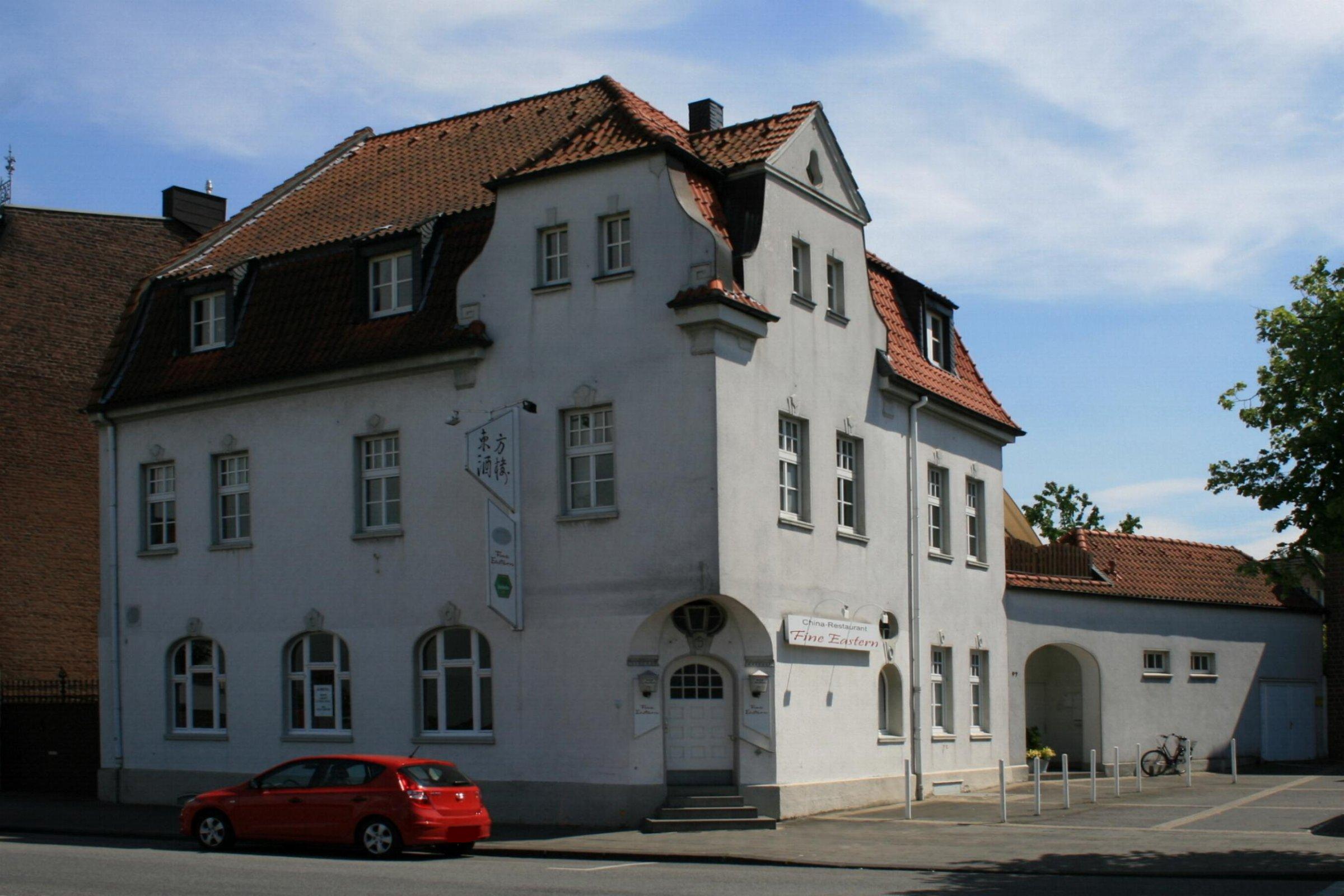
Wohnhaus (2010)

Das Wohnhaus Hansastraße 97 steht im Stadtteil Bettrath-Hoven in Mönchengladbach (Nordrhein-Westfalen).
Das Gebäude wurde Anfang des 20. Jahrhunderts erbaut. Es wurde unter Nr. H 056  am 1. März 1990 in die Denkmalliste der Stadt Mönchengladbach eingetragen.

## Architektur
Bei dem Wohnhaus handelt es sich um ein traufständiges, zweigeschossiges, unregelmäßig vielachsiges Eckgebäude unter Mansarddach mit je einem Zwerchhaus an der zur Straßenkreuzung weisenden Hausecke. Als monumental wirkender Eckbau setzt das Gebäude einen raumprägenden Akzent an der nach Westen vorgelagerten Freifläche.